# Brassac (Tarn)
Brassac (occitanisch: Braçac) ist eine südfranzösische Gemeinde mit 1.293 Einwohnern (Stand: 1. Januar 2022) im Département Tarn in der Region Okzitanien. Brassac gehört zum Arrondissement Castres und zum Kanton Les Hautes Terres d’Oc (bis 2015: Kanton Brassac). Die Einwohner werden Brassagais genannt.

## Lage
Brassac liegt am Fluss Agout und im Regionalen Naturparks Haut-Languedoc, etwa 24 km ostnordöstlicher Richtung von Castres entfernt. Umgeben wird Brassac von den Nachbargemeinden Fontrieu mit Castelnau-de-Brassac im Norden und Osten, Anglès im Südosten, Lasfaillades im Süden sowie Le Bez im Westen.
Brassac ist ein Etappenort an der Via Tolosana, einer der vier historischen „Wege der Jakobspilger in Frankreich“. Durch die Gemeinde führt die frühere Route nationale 622 (heutige D622).

## Bevölkerungsentwicklung
| Jahr                      | 1962 | 1968 | 1975 | 1982 | 1990 | 1999 | 2006 | 2013 |
| Einwohner                 | 1578 | 1611 | 1629 | 1671 | 1539 | 1427 | 1438 | 1331 |
| Quelle: Cassini und INSEE |      |      |      |      |      |      |      |      |

## Sehenswürdigkeiten
- Kirche Saint-Georges
- Schlösser (eines davon ist das Rathaus)
- Brücke über den Agout aus dem 12. Jahrhundert

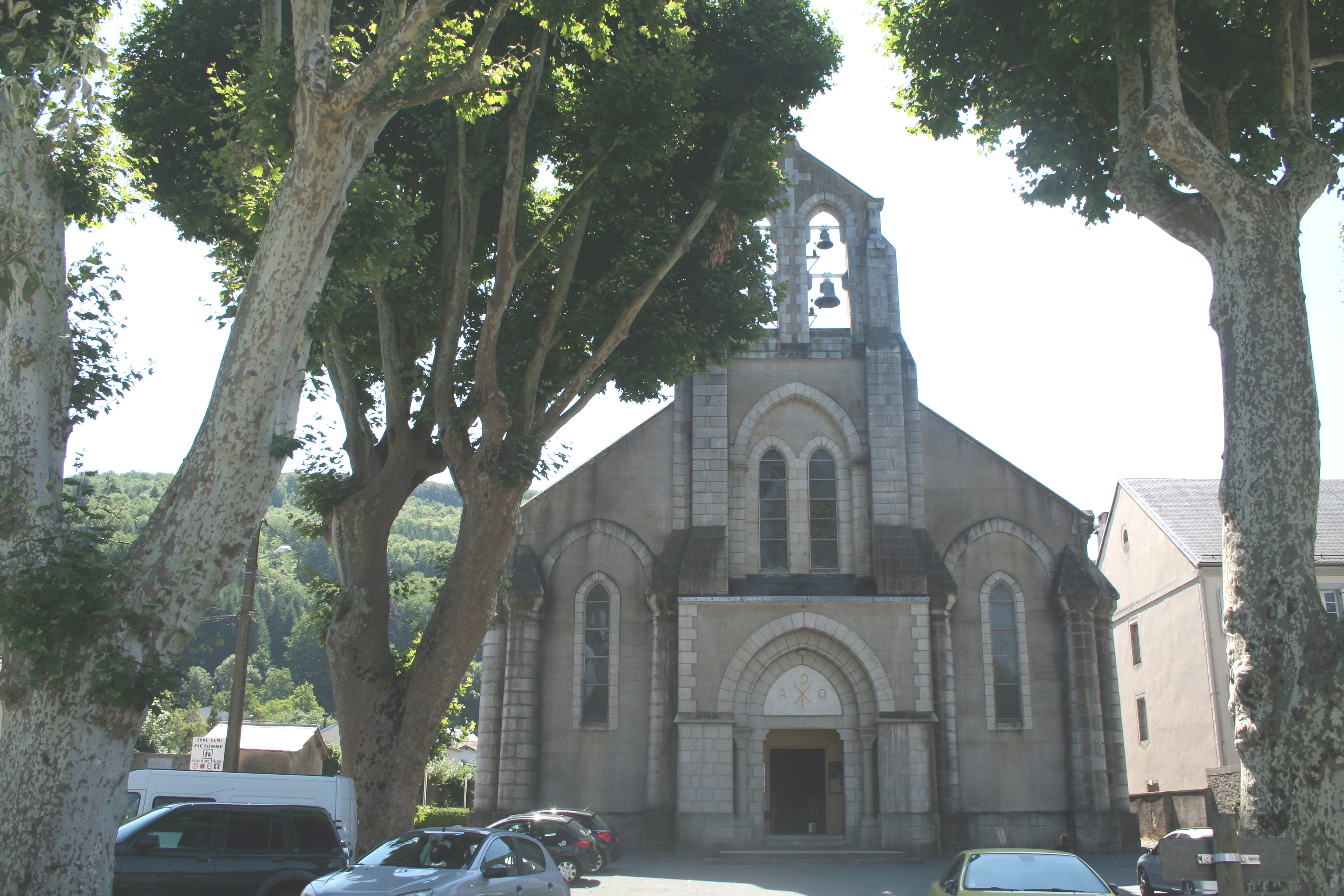
Kirche Saint-Georges
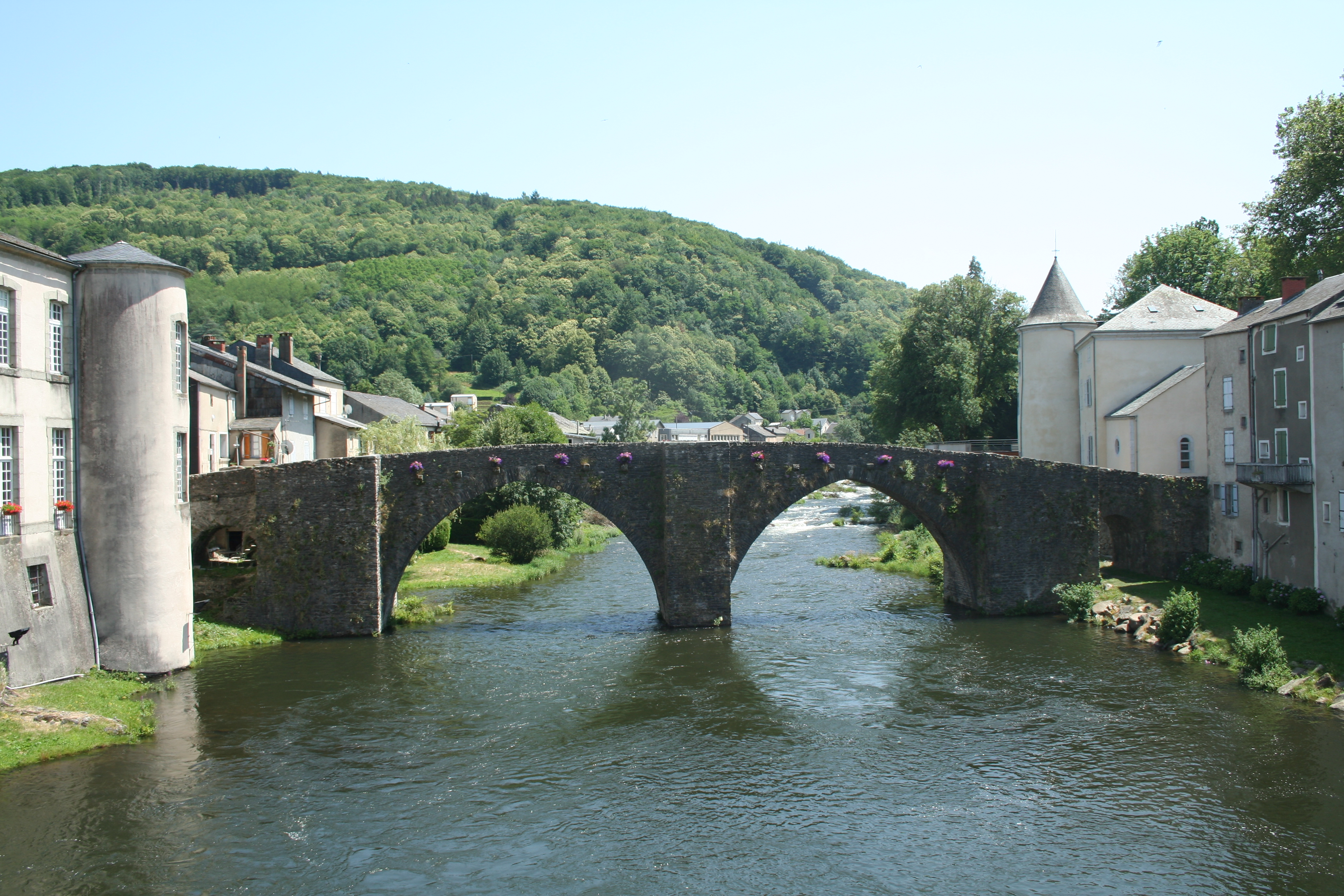
Mittelalterliche Brücke über den Agout

## Persönlichkeiten
- André Claveau (1915–2003), Chansonnier